# Friedrich Hirzebruch

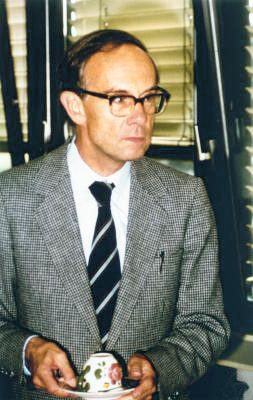
Friedrich Hirzebruch

Friedrich Ernst Peter Hirzebruch (Hamm, 17 oktober 1927 – Bonn, 27 mei 2012) was een Duits wiskundige, die werkzaam was op het gebied van de topologie, complexe variëteiten en de algebraïsche meetkunde. Zijn naam is vooral verbonden aan de Stelling van Hirzebruch-Riemann-Roch.
Hij werd onderscheiden met de Ve Klasse van de Japanse Orde van de Heilige Schatten. In 1996 heeft Hirzebruch de Gouden Lomonosov-medaille van de Russische Academie van Wetenschappen ontvangen. In 2004 werd de Cantor-medaille aan hem toegekend.